# Jeanine Deckersová
Jeanine Deckersová, celým jménem Jeanne-Paule Marie Deckersová (17. října 1933 Brusel – 29. března 1985 Wavre) byla belgická zpěvačka a hudební skladatelka, která se proslavila díky hitu „Dominique“. Byla příslušnicí dominikánského řádu s řeholním jménem Luc-Gabrielle. Ve francouzsky mluvících zemích byla známá pod přezdívkou Sœur Sourire (Sestra Úsměv) a v angličtině jako The Singing Nun (Zpívající jeptiška).

## Život
Pocházela z obchodnické rodiny, navštěvovala uměleckou školu a působila jako skautská vedoucí, v roce 1959 vstoupila do dominikánského kláštera ve Waterloo. Skládala písně s náboženskou tematikou, které sama zpívala s doprovodem kytary, v roce 1962 nahrála pro firmu Philips Records autorskou skladbu „Dominique“, pojednávající o svatém Dominikovi. Píseň vedla po čtyři týdny americkou hitparádu Billboard Hot 100 a Adult Contemporary, získala cenu Grammy za nejlepší náboženskou píseň. Českou verzi pod názvem Dominiku s textem Jiřiny Fikejzové nazpívaly Judita Čeřovská a Ivana Pavlová.
Deckersová studovala Katolickou univerzitu v Lovani, po řadě kritických vyjádření vůči konzervativním církevním představitelům (například v písni „La pilule d'or“ hájila právo na užívání potratové pilulky) v roce 1967 z kláštera odešla a stala se hudebnicí na volné noze s pseudonymem Luc Dominique, zůstala však umělkyní jednoho hitu, album I Am Not a Star in Heaven (1970) nebylo komerčně úspěšné. Angažovala se také v charismatickém hnutí. Navázala milostný vztah s Annie Pecherovou, která byla o jedenáct let mladší, společně provozovaly útulek pro autistické děti. Postupně Deckersová upadla do dluhů, belgické úřady ji také začaly stíhat za údajné daňové úniky. Upadla do depresí a 29. března 1985 ukončily společně s Annie svůj život předávkováním barbituráty, jsou pohřbeny v jednom hrobě ve městě Wavre.
Několik jejích písní převedl do češtiny evangelický farář Miroslav Brož.

## Ohlas v kultuře
Vydala autobiografii Vivre sa vérité. V roce 1965 byl natočen americký film The Singing Nun s Debbie Reynoldsovou v hlavní roli, volně inspirovaný jejím životním příběhem. V roce 2009 zfilmoval její životopis Stijn Coninx pod názvem Soeur Sourire, titulní roli hrála Cécile de France. Její píseň Dominique několikrát zazněla ve 2. řadě Asylum amerického hororového seriálu American Horror Story.